# Willem Roels
Willem Roels (ur. 22 sierpnia 1889 w Delfcie, zm. 18 marca 1951 w Zaandam) – holenderski zapaśnik walczący w stylu klasycznym. Olimpijczyk z Antwerpii 1920, gdzie zajął siedemnaste miejsce w wadze piórkowej.

## Turniej wAntewrpii 1920
| Konkurencja          | Walki                  | Klas. końcowa |
| Konkurencja          | Przeciwnik I           | Miejsce       |
| -------------------- | ---------------------- | ------------- |
| 60 kg styl klasyczny | Sander Boumans (BEL) P | 17.           |